# Musée archéologique de Terni

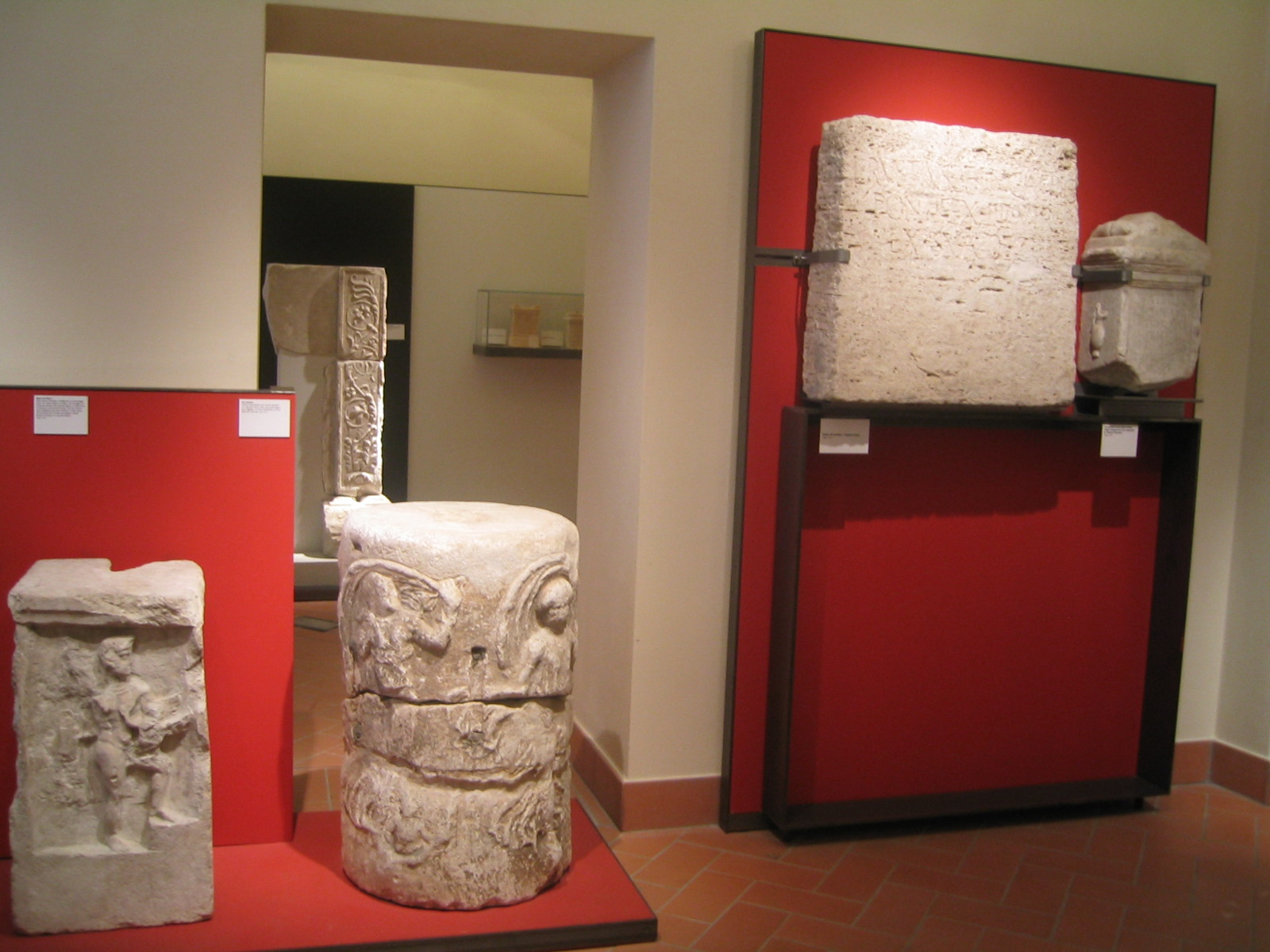
L'une des salles d'exposition
de la collection d'archéologie du musée

Le musée archéologique de Terni (en italien, Museo archeologico di Terni) est un musée archéologique, situé via Giandimartalo di Vitalone, 10, à Terni, en Ombrie.

## Historique
Inauguré en 2004, le musée archéologique présente, en exposition permanente, les témoignages les plus significatifs de l'histoire de la ville et de la province, à travers un ensemble d'objets découverts lors de fouilles archéologiques dans toute la province de Terni.

## Collections

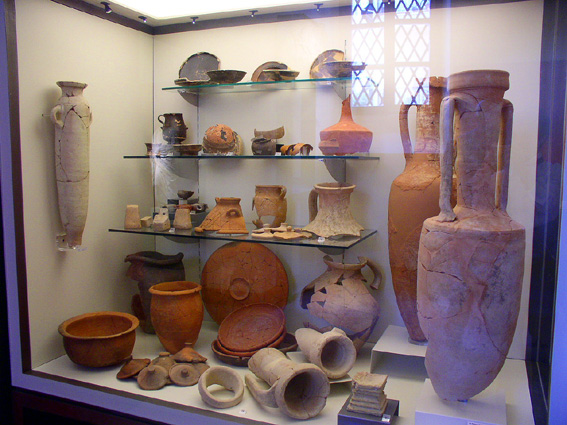
L'une des vitrines d'exposition
de la collection d'archéologie du musée.

Parmi les pièces les plus importantes de la collection du musée archéologique de Terni figurent des vestiges de la ville pré-romaine étrusque, notamment ceux qui ont été mis au jour lors de la découverte des tombes de guerriers ombriens dans la nécropole de Pentima et celle de San Pietro in Campo, comprenant un grand nombre d'objets liés aux rites funéraires, parmi lesquels des ex-voto. Il a été possible de reconstituer quelques-unes des tombes à l'intérieur du musée.
D'autres éléments importants sont la collection épigraphique et celle de statues datant de la ville romaine de Interamna Nahars, l'antique Terni, ainsi que les vestiges de temples italiques.

## Source de traduction
- (it) Cet article est partiellement ou en totalité issu de l’article de Wikipédia en italien intitulé « Museo archeologico di Terni » (voir la liste des auteurs).